# ادوین سی کمبل
 ادوین سی کمبل (انگلیسی: Edwin C. Kemble؛ زاده ۲۸ ژانویه ۱۸۸۹ درگذشته ۱۲ مارس ۱۹۸۴) یک فیزیک‌دان اهل ایالات متحده آمریکا بود.